# Sara Gaspari
Sara Gaspari (Vimercate, 25 aprile 1977) è un'ex cestista italiana.
Playmaker di 170 cm, ha giocato in Serie A1 con Como e Messina.

## Palmarès
- Campionato italiano: 2

Pool Comense: 1993-94, 1994-95.